# 2627-es mellékút (Magyarország)
A 2627-es számú mellékút egy 9,5 kilométeres hosszúságú, négy számjegyű országos közút Borsod-Abaúj-Zemplén vármegye északi részén, a Cserehát keleti vidékein.

## Nyomvonala
Szemere közigazgatási területén ágazik ki a 2626-os útból, annak 11,600-as kilométerszelvényénél. Kevéssel a második kilométere előtt eléri Szemere és Fulókércs határvonalát, egy kis szakaszon amellett halad, majd az előbbi két település és Pusztaradvány hármashatáránál átlép ez utóbbi község területére. A faluközpontnak csak a déli szélén halad el, harmadik kilométere után kevéssel, majd Hernádvécse területére ér. Ott ágazik ki belőle, a 6,900-as kilométerszelvényénél, a falu északi részén a 26 145-ös mellékút, az út pedig továbbhalad dél felé. Garadna északi részén ér véget, a 3-as főút itteni csomópontjában, de magával a főúttal nem találkozik. Egy körforgalomba torkollik bele, ami a 3030-as út részeként számozódik; onnan Kassa felé a 33 602-es, Budapest felé a 33 606-os számozású átkötő utak vezetnek rá a 3-as főútra.
Teljes hossza, az országos közutak térképes nyilvántartását szolgáló kira.gov.hu adatbázisa szerint 9,542 kilométer.

## Települések az út mentén
- Szemere
- (Fulókércs)
- Pusztaradvány
- Hernádvécse
- Garadna